# 新卡姆揚卡 (卡霍夫卡區)
46°36′10″N 33°28′9″E / 46.60278°N 33.46917°E
新卡姆揚卡（烏克蘭語：Новока́м'янка）是位於烏克蘭南部的村莊，由赫爾松州卡霍夫卡區的塔夫里斯克市鎮負責管轄。該村始建於1920年，面積2.7平方公里，海拔高度40米，2001年人口627，人口密度每平方公里232人。